# Échez
L'Échez [eʃɛs] est un affluent gauche de l'Adour, dans le département français des Hautes-Pyrénées.

## Hydronymie
L’hydronyme Échez pourrait avoir une origine ibéro-aquitaine renvoyant aux langues parlées dans la région correspondant à l'actuelle Gascogne et au Pays basque avant l'arrivée des Celtes et des Romains, langues dont le basque moderne est considéré comme un descendant lointain. On a des racines bascoïdes/ibéro-aquitanes pour des hydronymes similaires.
Le radical eiz ou eis (évoquant de l’eau) pourrait être un étymon possible pour Échez. Ce radical est apparenté au basque actuel itz, qui signifie "eau" ou "source". Cette hypothèse repose sur des comparaisons avec d'autres toponymes et hydronymes de la région, où des éléments comme itz ou ez apparaissent fréquemment en lien avec l'eau.

## Géographie
L'Échez prend sa source au pied du pic de la Clique (à l'est de Lourdes) puis s'écoule vers le nord, en longeant par l'ouest la ville de Tarbes et la vallée de l'Adour, dans lequel il conflue à Maubourguet. Sa longueur est de 64,1 km.

### Communes et département traversés
- Hautes-Pyrénées : Cheust, Arrodets-ez-Angles, Sère-Lanso, Les Angles, Arcizac-ez-Angles, Escoubès-Pouts, Orincles, Barry, Bénac, Hibarette, Louey, Juillan, Ibos, Tarbes, Bordères-sur-l'Échez, Oursbelille, Lagarde, Gayan, Siarrouy, Talazac, Pujo, Saint-Lézer, Vic-en-Bigorre, Nouilhan, Larreule, Maubourguet.

## Principaux affluents
- la Geune, à Juillan, en provenance d'Adé ;
- la Géline à Orincles en provenance d'Arrayou-Lahitte ;
- l'Aube, en provenance de Loucrup ;
- la Gespe, à Tarbes, en provenance d'Odos ;
- le Souy, à Oursbelille, en provenance d'Ossun ;
- le Lis, à Larreule, en provenance de Ger.

## Hydrologie

Sélection de vues diverses
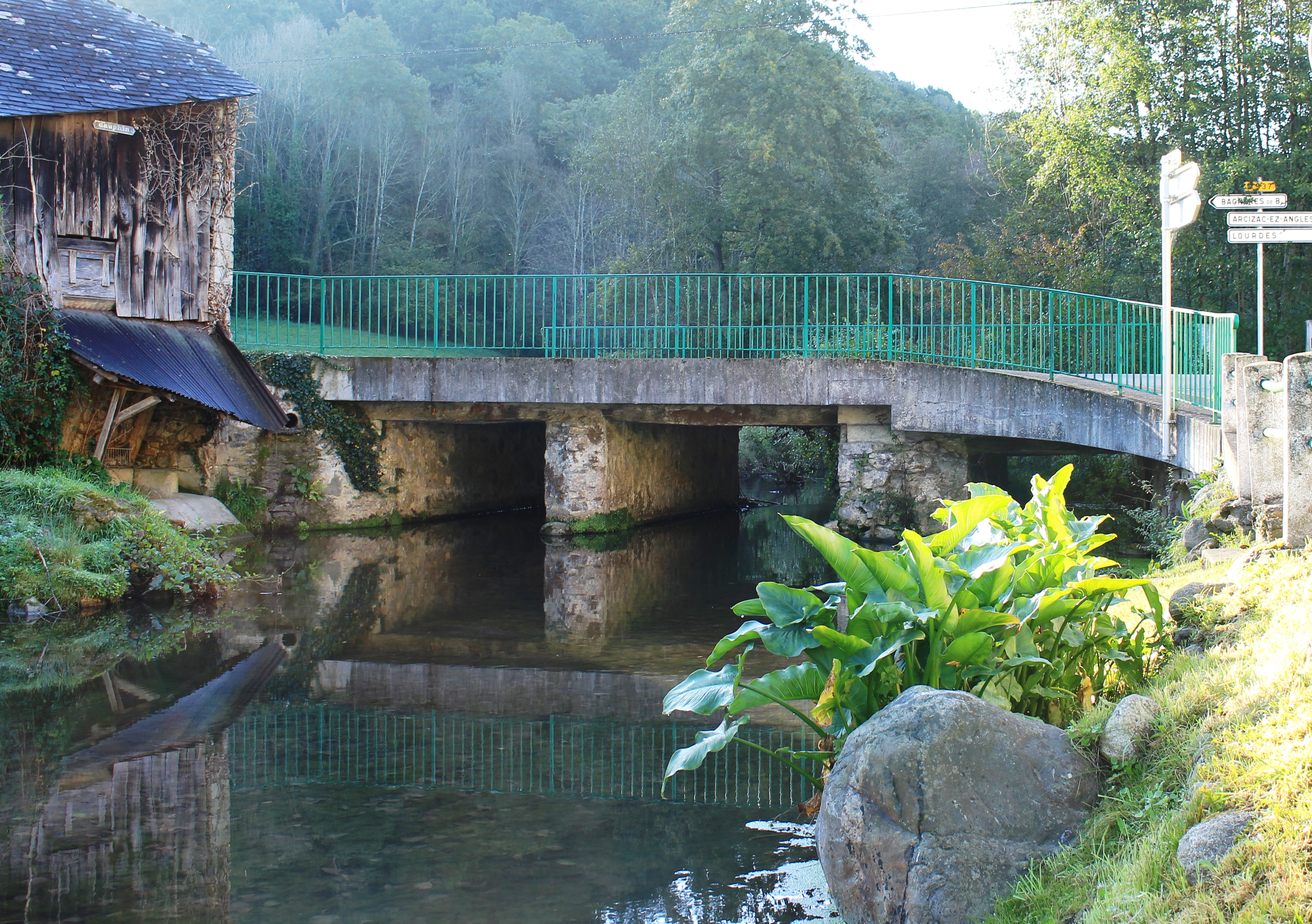
L'Échez à Escoubès-Pouts.
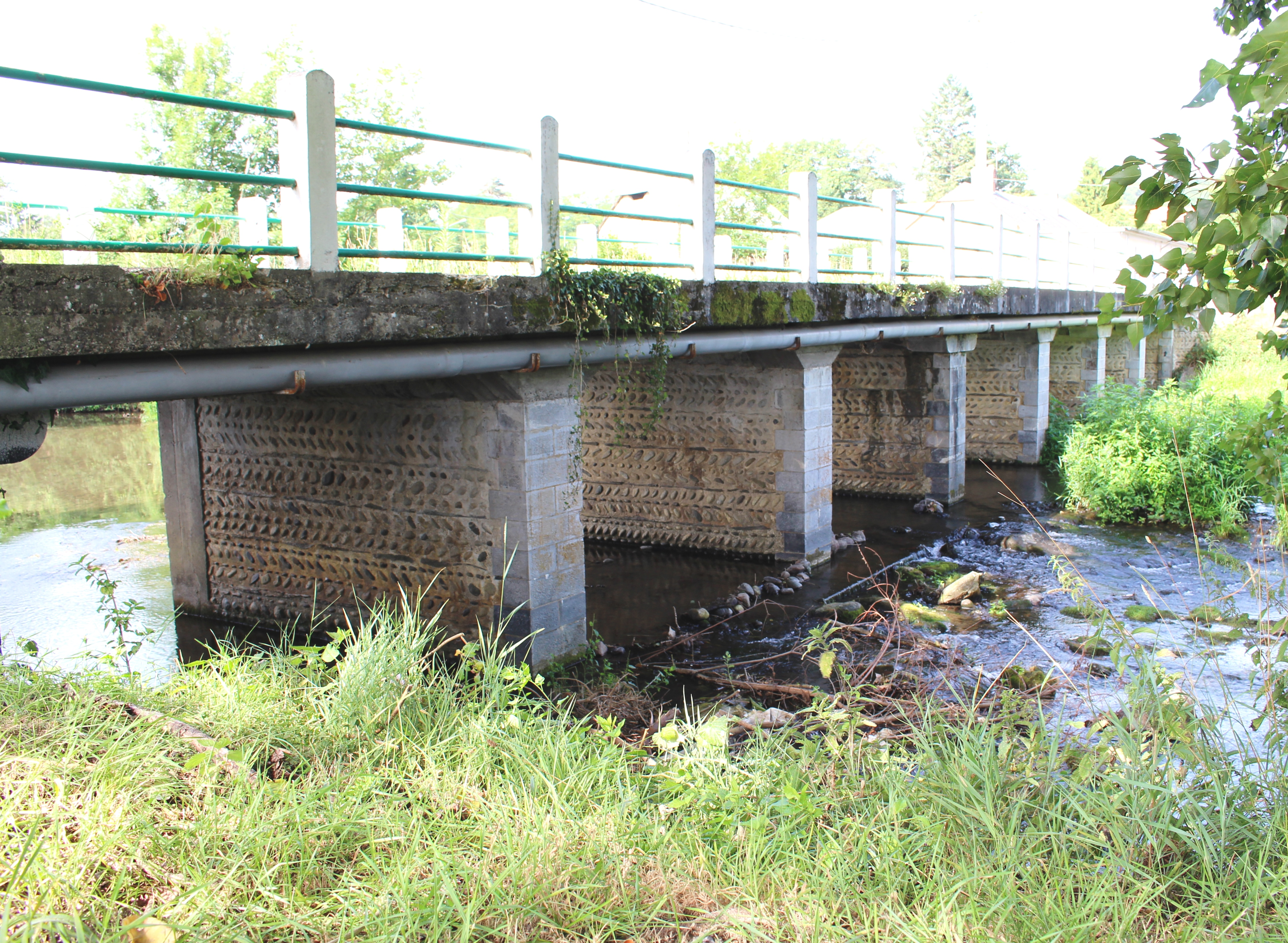
L'Échez à Gayan.
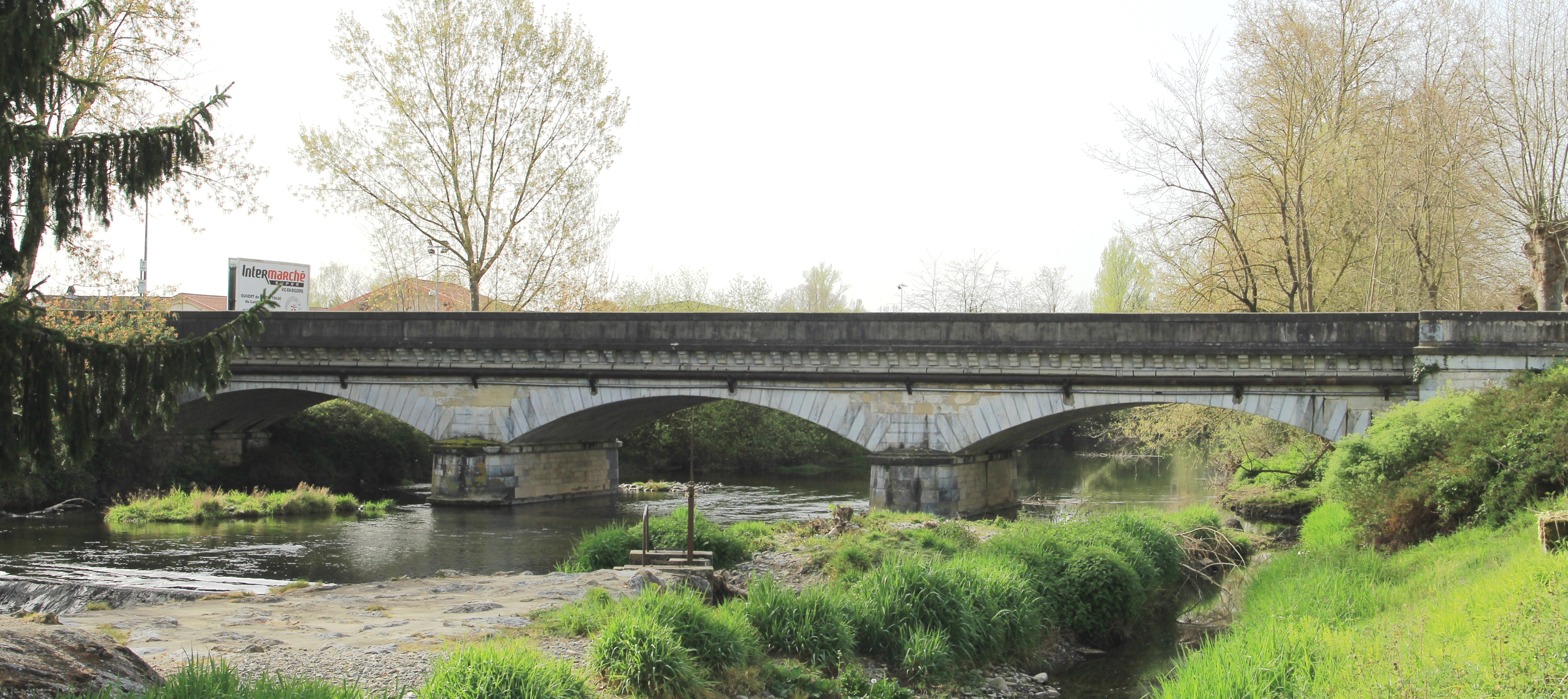
L'Échez à Vic-en-Bigorre.
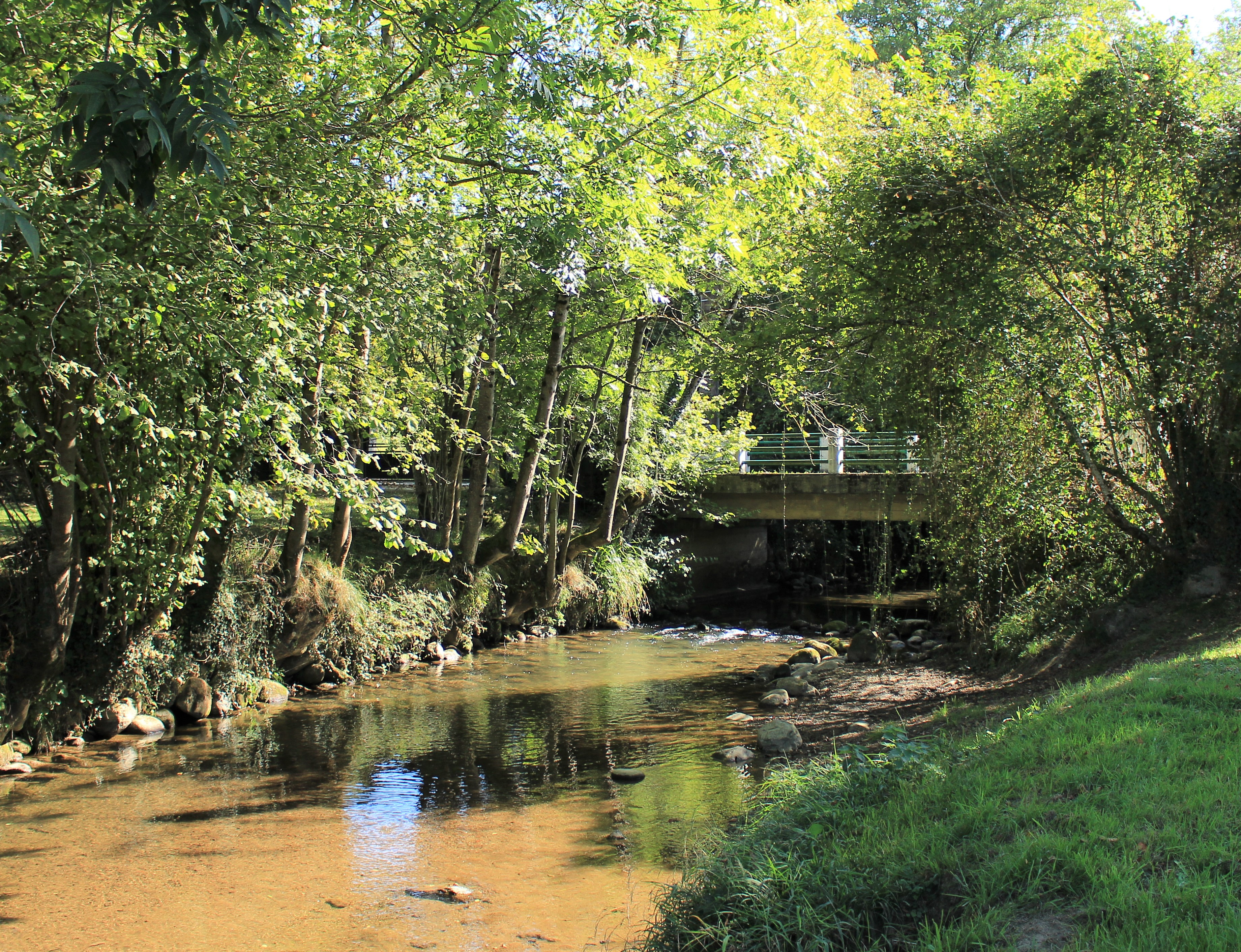
L'Échez à Barry.
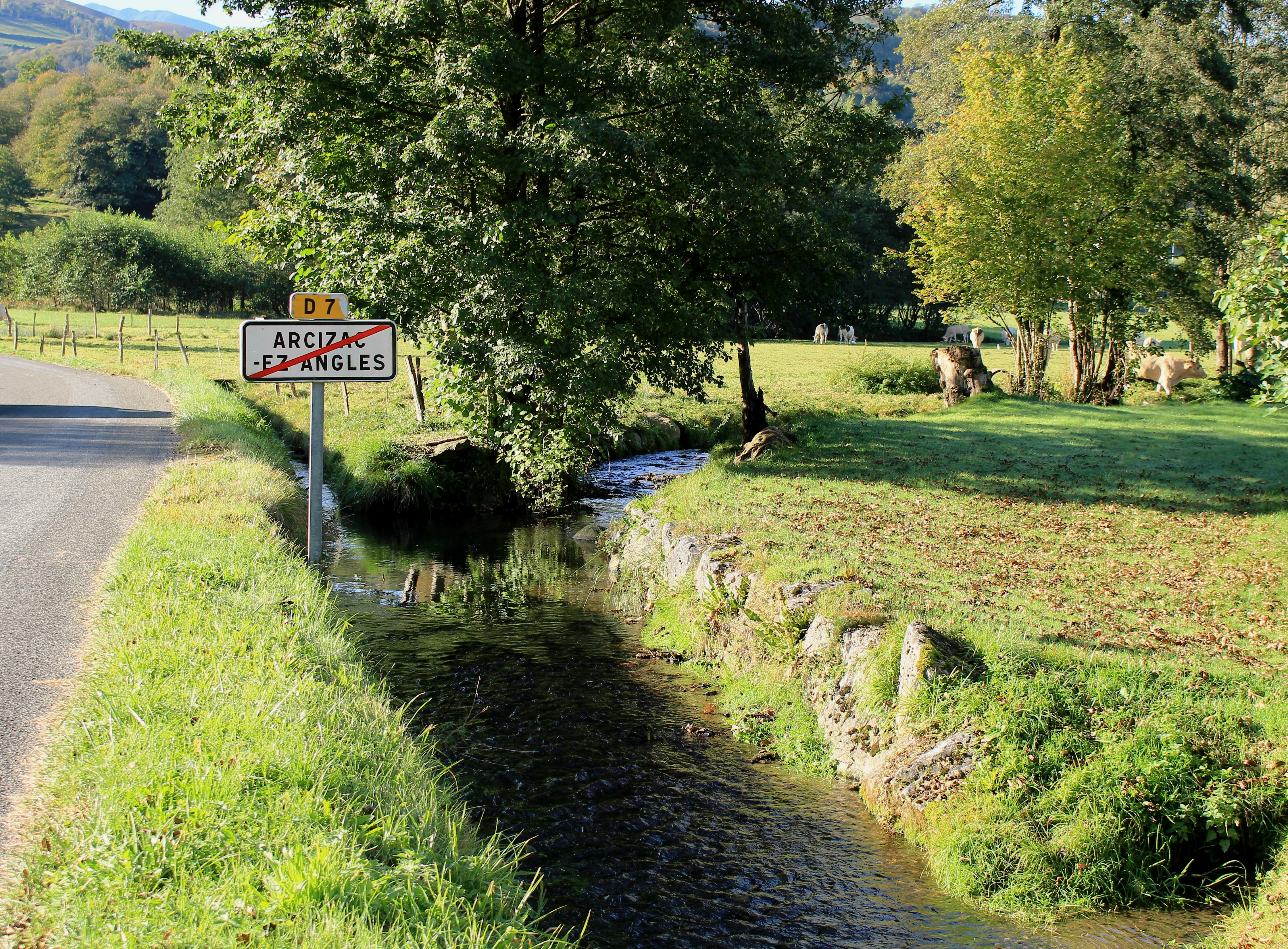
L'Échez à Arcizac-ez-Angles.
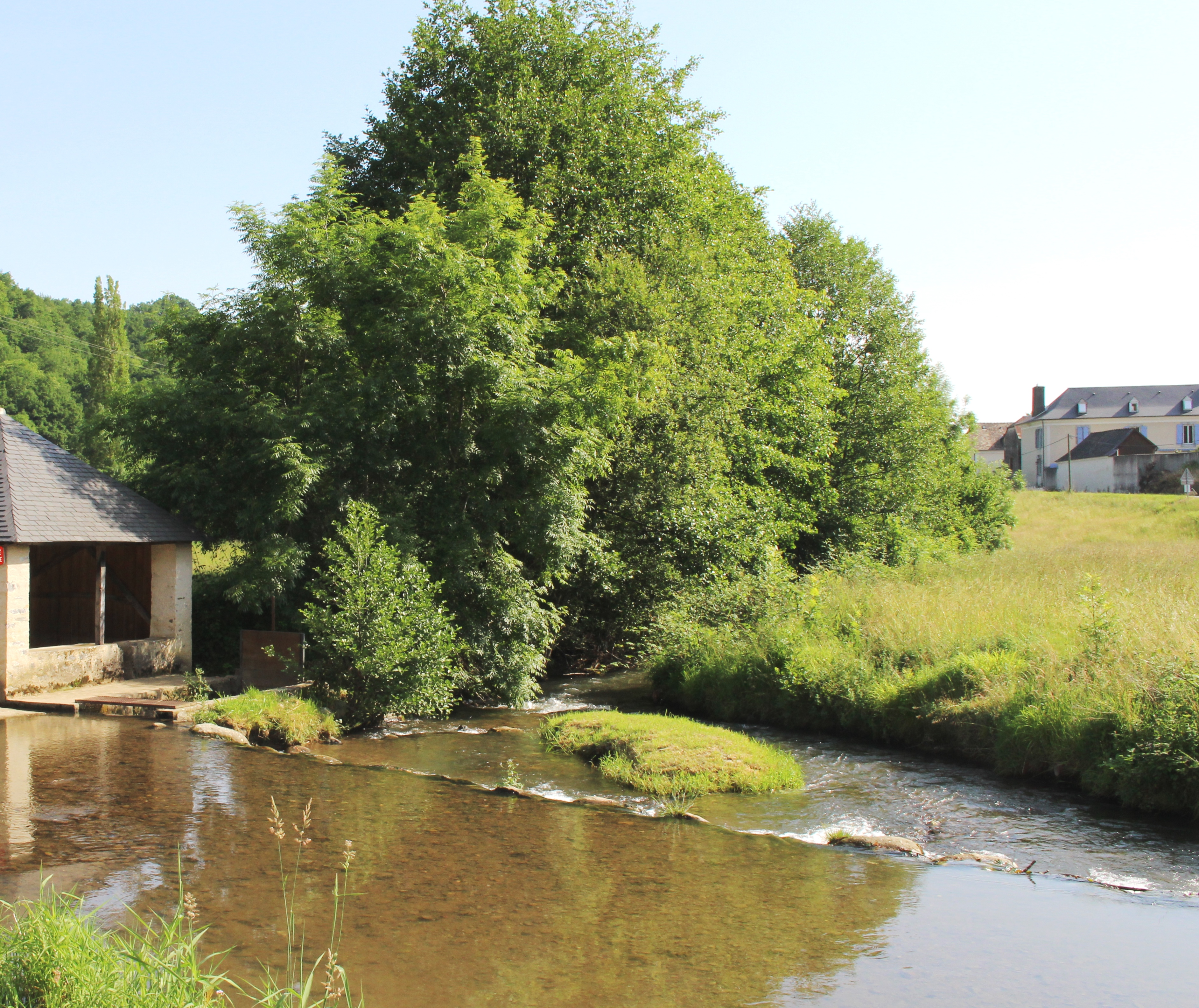
L'Échez à Escoubès-Pouts.
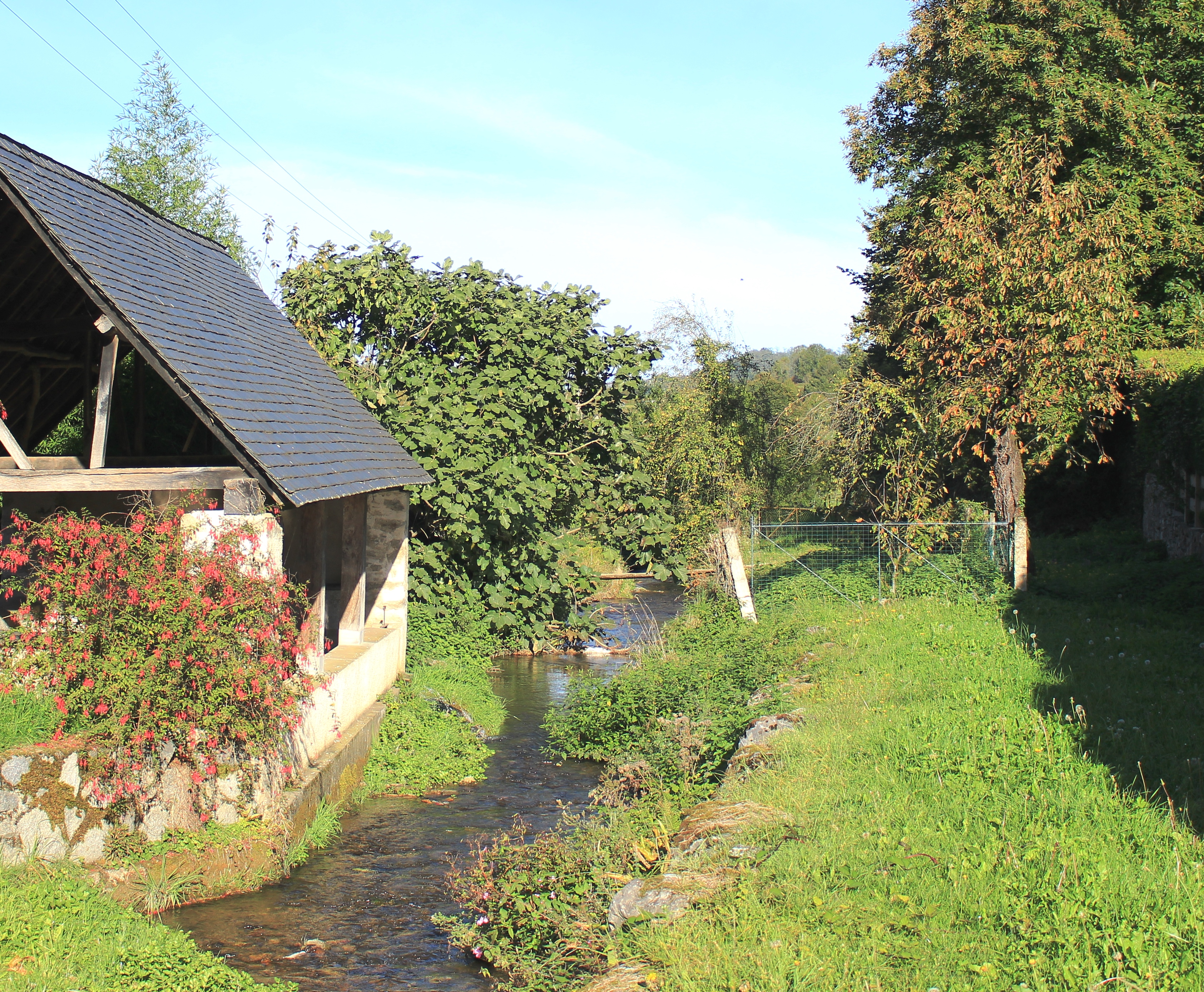
L'Échez aux Angles.
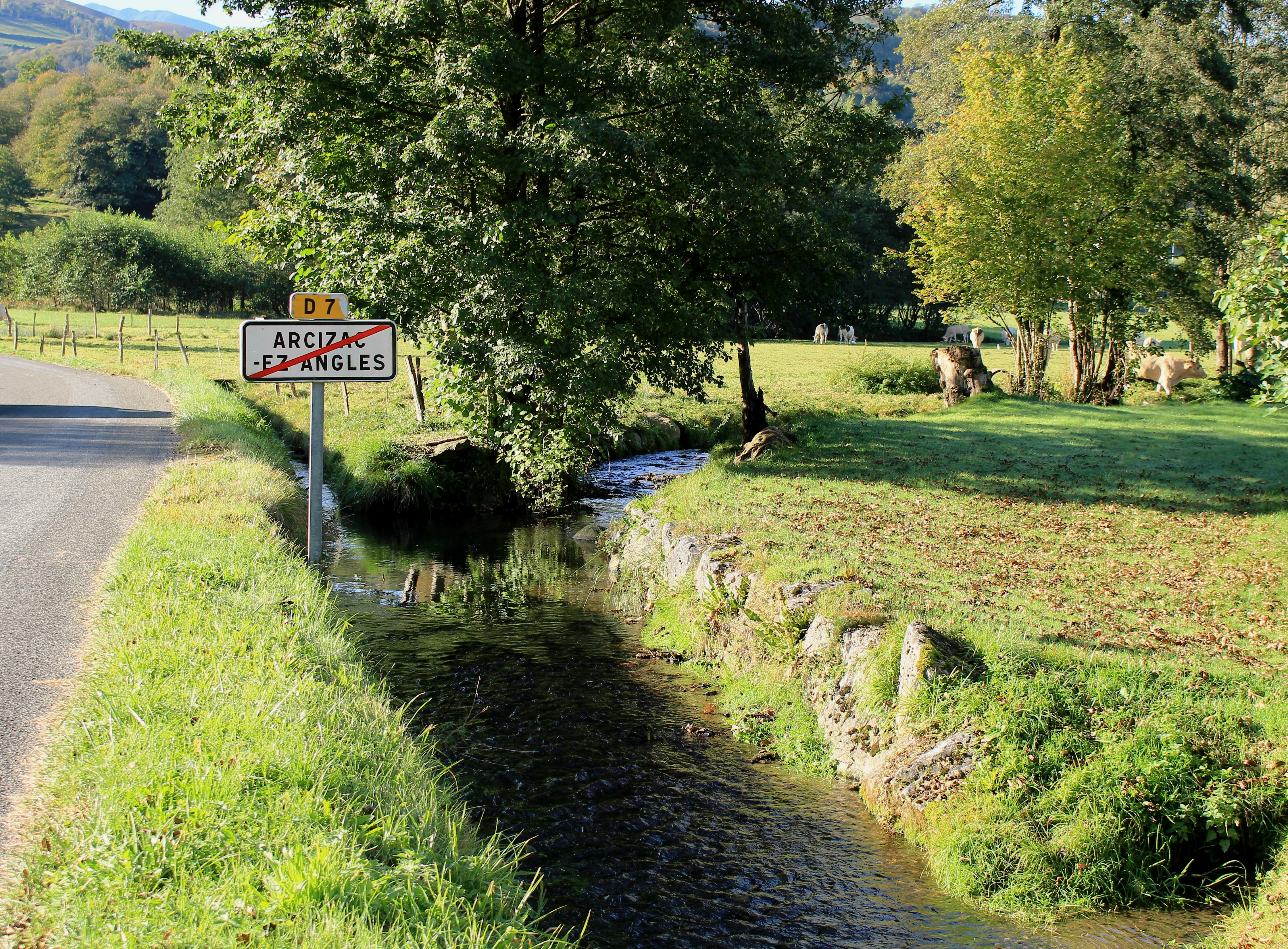
L'Échez à Arcizac-ez-Angles.
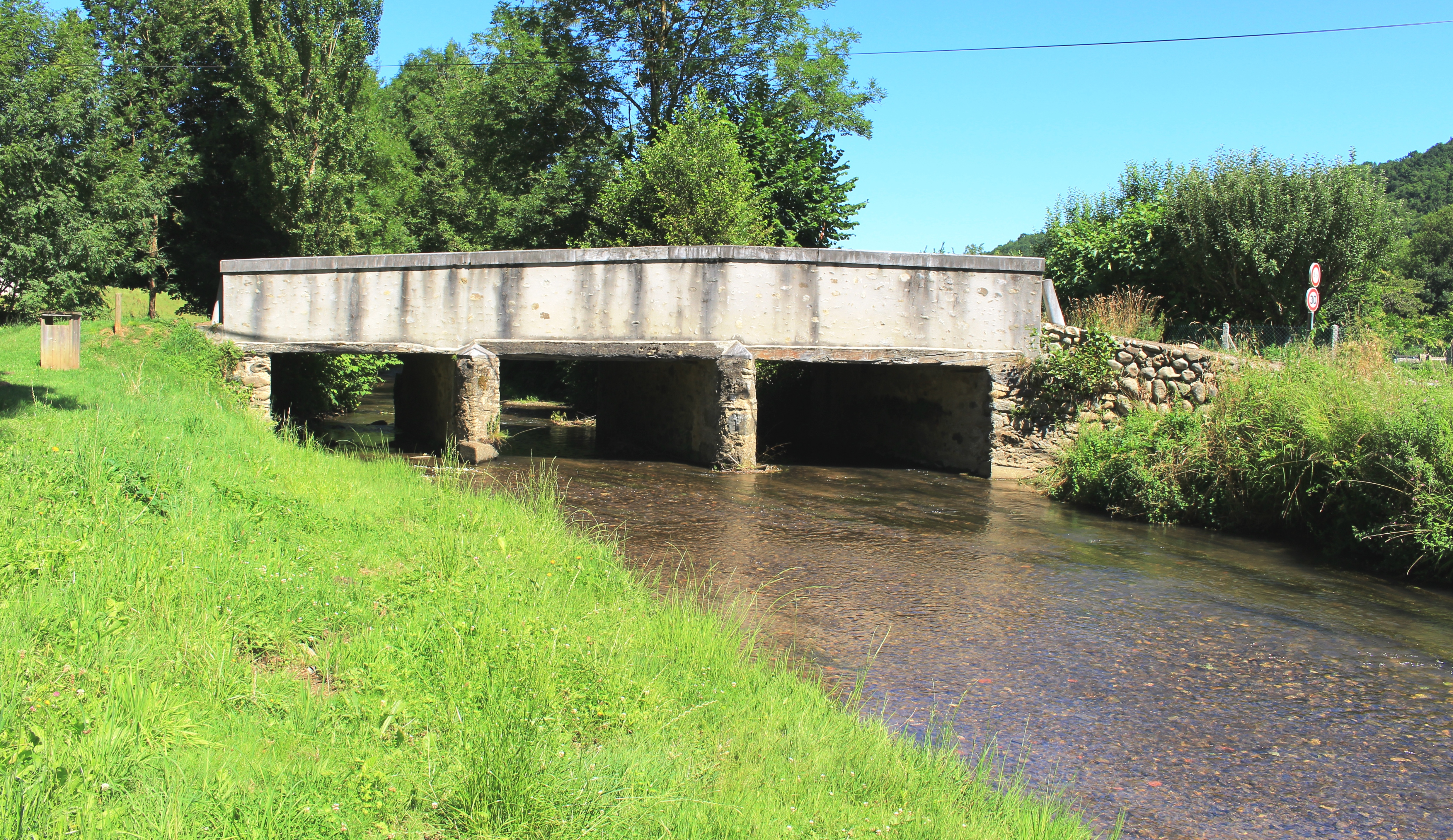
L'Échez à Orincles.
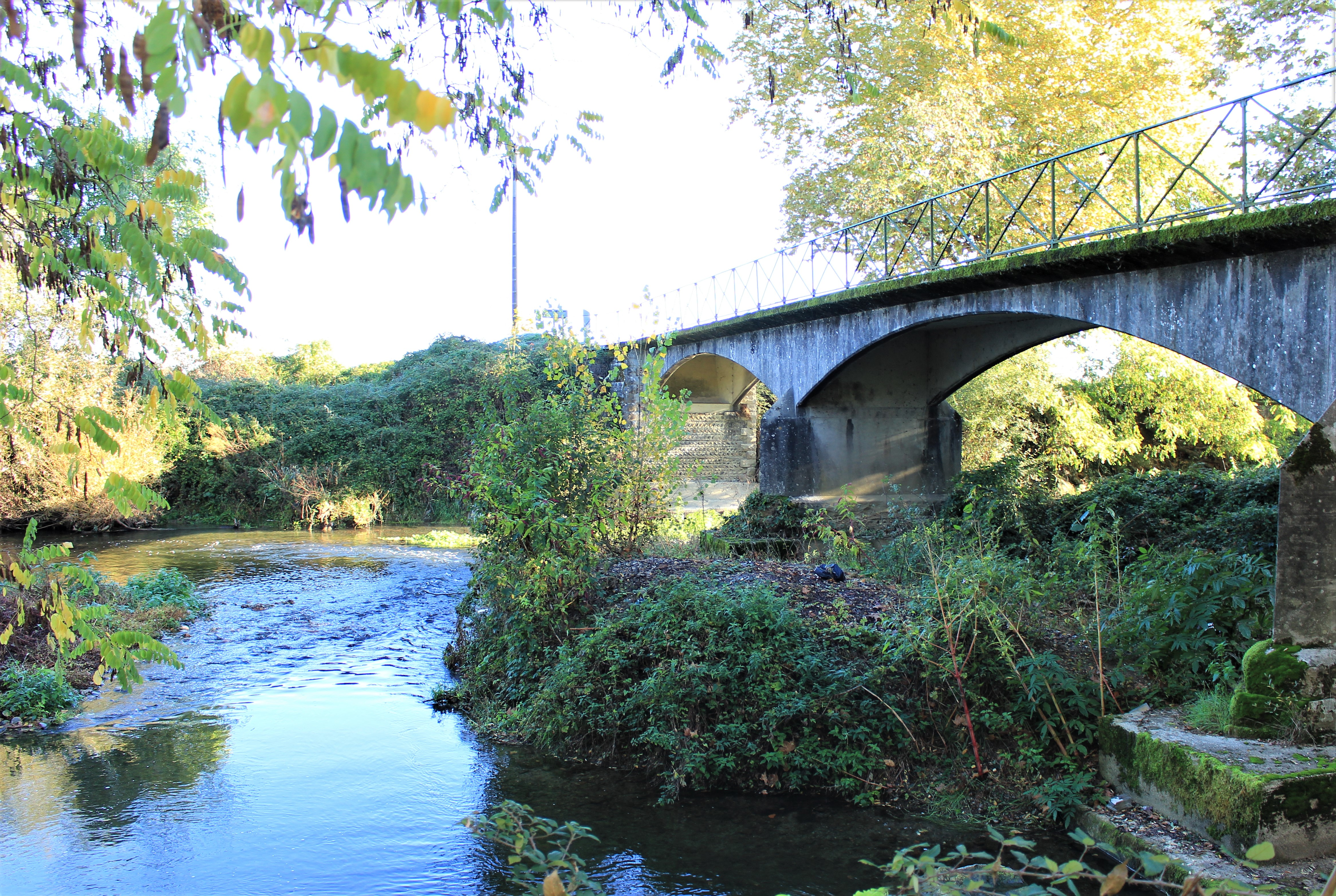
L'Échez à Larreule.
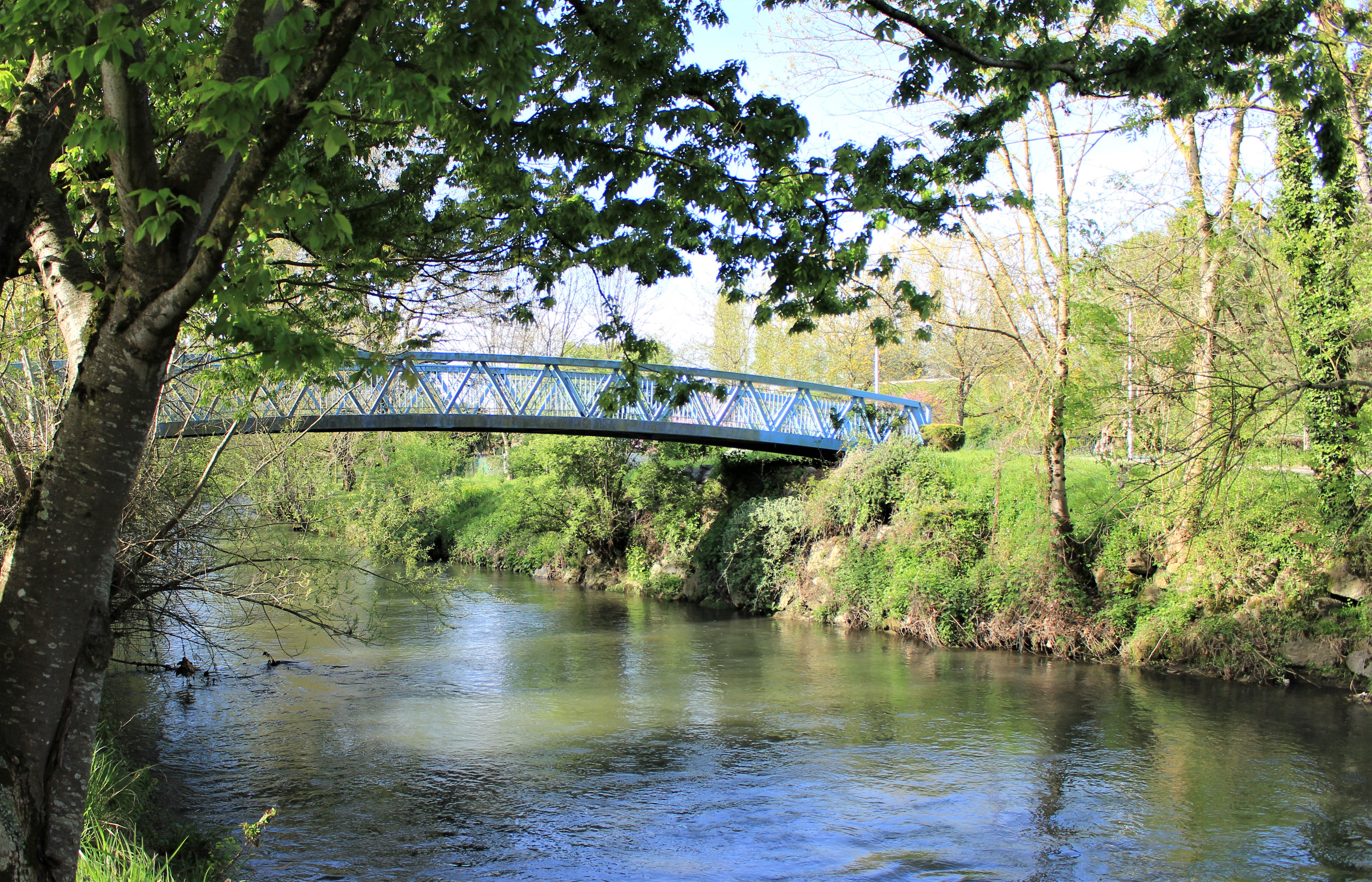
L'Échez au parc Raymond-Erraçarret.